# ノイブルク・アン・デア・ドナウ

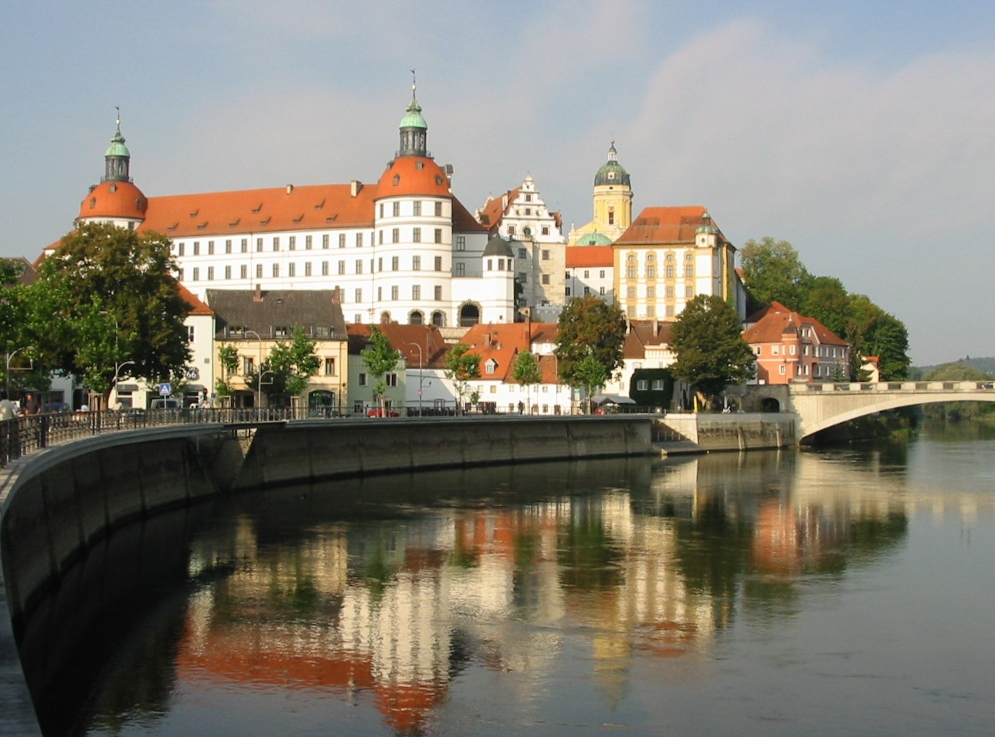
ドナウ川河畔のノイブルク宮殿

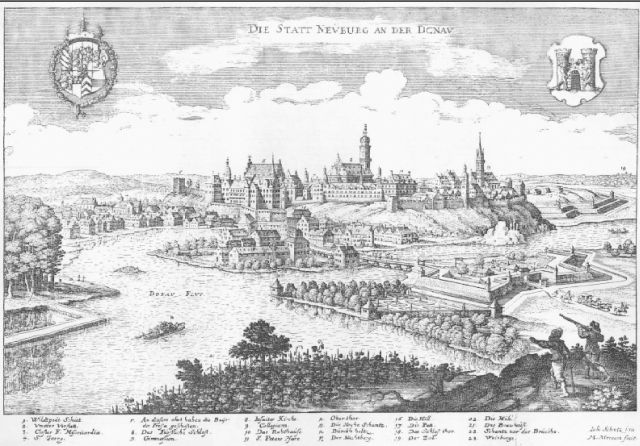
1644年の地誌に掲載されたマテウス・メーリアンの銅版画。ドナウ川をはさんで南西方向にノイブルクの城と町を望む。

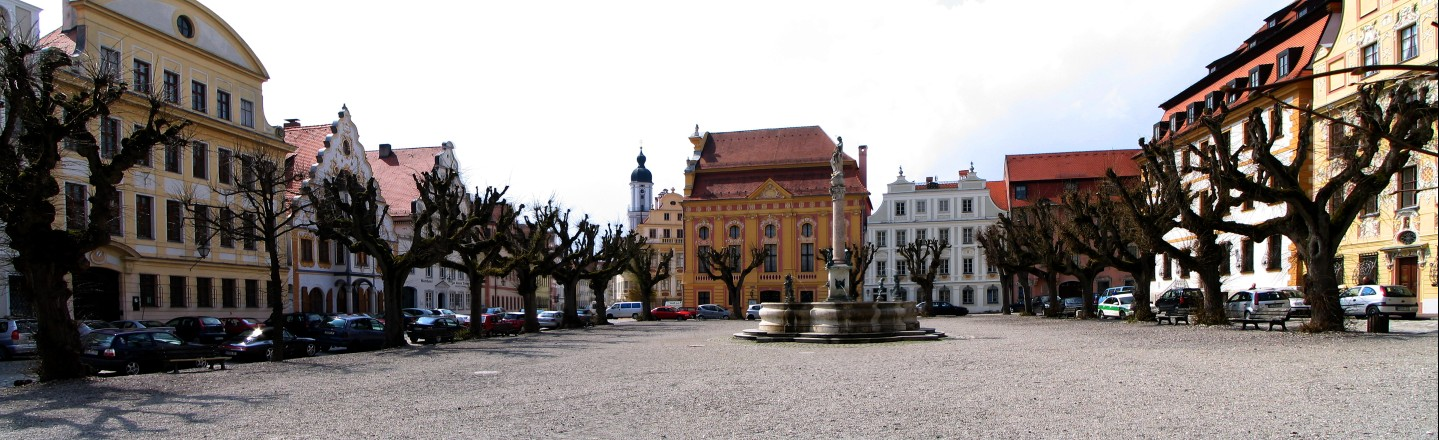
カールス広場のパノラマ写真

ノイブルク・アン・デア・ドナウ (Neuburg an der Donau) は、ドイツ連邦共和国バイエルン州中西部、ドナウ河畔にある城郭都市。ノイブルク＝シュローベンハウゼン郡の郡庁所在地である。郊外にはドイツ空軍の基地がある。ドイツ国内には「ノイブルク」という名の地名が複数あるため、それらと区別するために"an der Donau"（「ドナウ川沿いの」の意）が付けられる。

## 地理
ノイブルクは、アウクスブルクから北東に約45km、インゴルシュタットから西へ約20kmのところにある。西から東へ蛇行しながら流れるドナウ川に面し、レオポルディネン島という中州がある地点の南岸に町並みが広がる。市街地の南端に鉄道駅があり、ここより南は広大な田園地帯である。駅からさらに南東へ行くとドイツ空軍基地がある。
ドナウ川の中州であるレオポルディネン島の上を通って川の南北に橋が架けられ、そこを基点として北岸にも町が拡張しているが、その周囲は全般的に田園および森林が多い。

## 歴史
フランク王国時代は国王の代官が治めていた。10世紀にバイエルン大公の支配するところとなり、バイエルン大公から神聖ローマ皇帝となったハインリヒ2世は、ノイブルクの古城を住居とした。
1505年、ランツフート継承戦争(Landshuter Erbfolgekrieg)の講和にもとづき、ノイブルクを首都としてプファルツ＝ノイブルク公領が成立した。初代の公オットー・ハインリヒは、多額の費用を投じてノイブルクの中世居館をその地位に相応しいルネサンス風の豪華な宮殿に作り変えた。7代、約240年の間、ノイブルクは大いに繁栄したが、1742年にカール3世フィリップ公が嗣子を残さず没した。
プファルツ＝ノイブルク公位と共にノイブルクは、プファルツ＝ズルツバッハ公カール・テオドールの手に渡った。カール・テオドールは1777年にバイエルン公位も獲得し、それらを継いだマクシミリアン・ヨーゼフは1808年に初代バイエルン王となったため、ノイブルクはバイエルン王国の地方都市となった。
1936年10月10日、ノイブルク郊外に空軍基地が竣工。第二次世界大戦後、アメリカ空軍の基地として利用される。1961年5月5日、ノイブルク空軍基地に司令部を置くドイツ空軍第74戦闘航空団(Jagdgeschwader 74)が創設された。
ノイブルクは元々、シュヴァーベン行政管区に直属する郡独立市であった。1972年7月1日施行の地方制度改革により、ノイブルクは新設されたノイブルク＝シュローベンハウゼン郡に属する市となり、郡庁所在地となった。また同時に、オーバーバイエルン行政管区に移った。

## 交通
- ドイツ鉄道ドナウ渓谷線ノイブルク駅
- 国道16号線

## 紋章と旗
市の紋章は、赤の背景に緑の大地と開いた白い城門、さらに2人の子と城門の上に獅子が描かれている。2人の子は、1505年に最初のプファルツ＝ノイブルク公となったオットー・ハインリヒとフィリップの兄弟を表す。城門の脇の塔に描かれた青と白の菱形模様と黄色い獅子は、兄弟の出身家系であるヴィッテルスバッハ家を表す。この青と白の菱形模様は、バイエルン州のシンボルにもなっている。
市の旗は、白・青・赤の縦3分割の三色旗。フランス国旗の白と青が逆になったものである。

## 姉妹都市

### 姉妹都市関係
- セート(Sète)（フランス、1986年締結）
- イェセニーク(Jeseník)（チェコ、2000年締結）

### 友好都市関係
- マルチェージネ（イタリア）
- ハンブルク（ドイツ）

### 世界新城サミット
1998年、日本の新城市の呼びかけで、世界各地の「新しい城」という意味の名をもつ地方都市の間で国際交流を図ることを目的として「世界新城サミット」が開催され、ノイブルクも参加した。以降、隔年でサミットが開かれ、2008年に最後のサミットがノイブルクで行われた。
- 新城市（日本）- 第1回開催地
- ヌーシャテル（スイス） - 第2回開催地
- ニューキャッスル(New Castle)（アメリカ・ペンシルベニア州） - 第3回開催地
- ニューキャッスル(New Castle)（アメリカ・インディアナ州） - 第3回開催地
- ニューカッスル(Newcastle)（南アフリカ） - 第4回開催地
- ニューカッスル・アンダー・ライム(Newcastle-under-Lyme)（イギリス） - 第5回開催地
- ヌーシャトー(Neufchâteau)（フランス）- 第1回のみ参加
- ニューカッスル・アポン・タイン（イギリス） - 第3回以降参加

## 名所

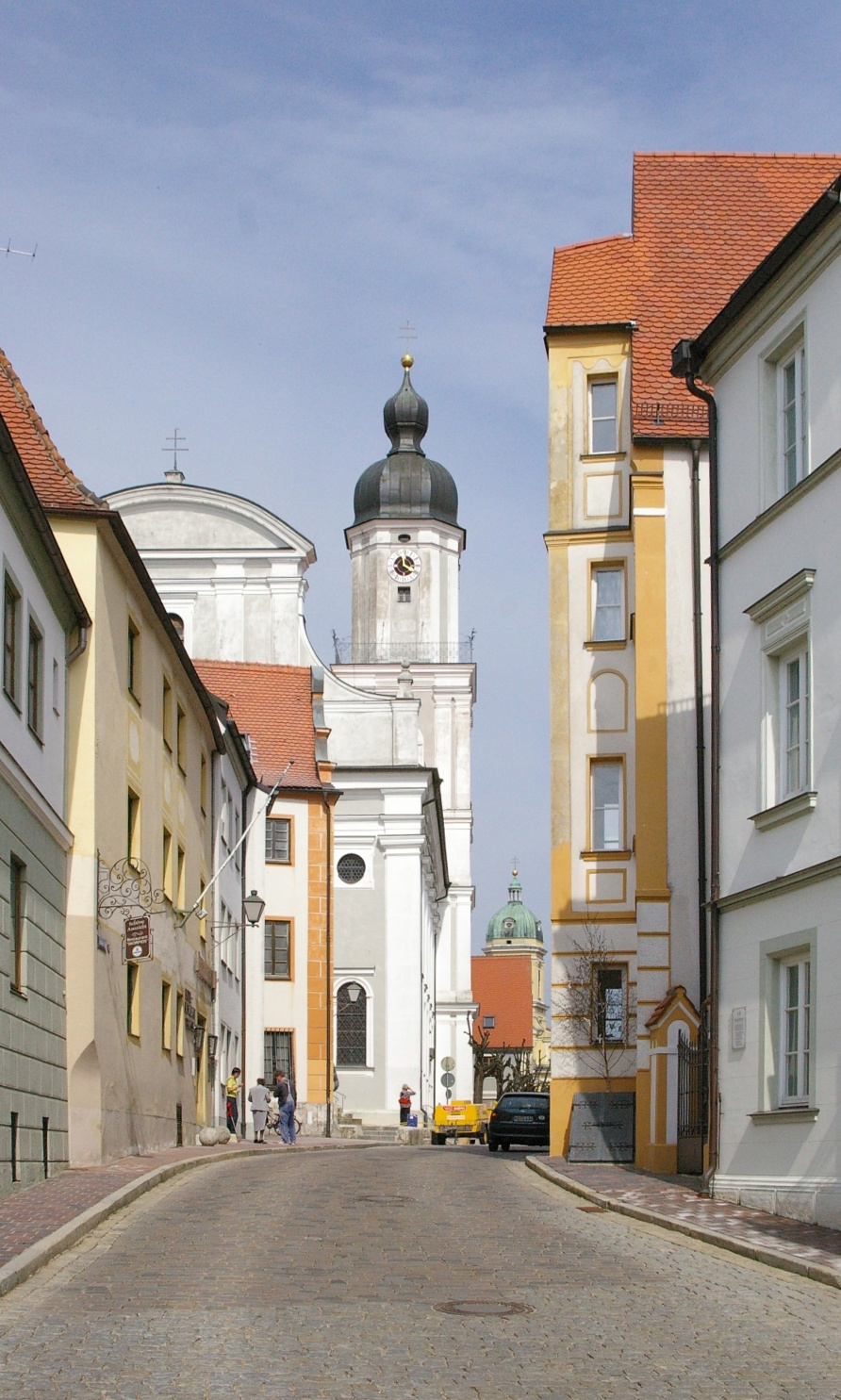
旧市街
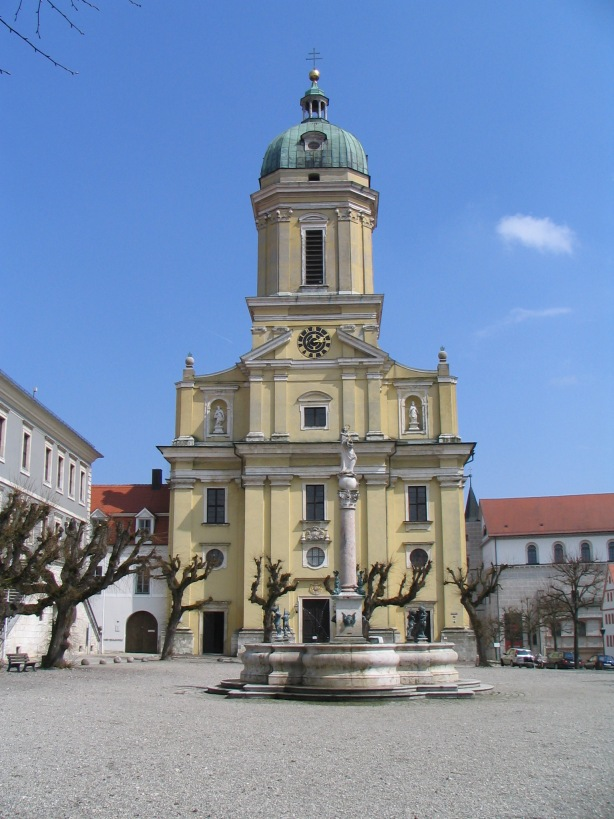
宮廷教会（ホーフ教会）
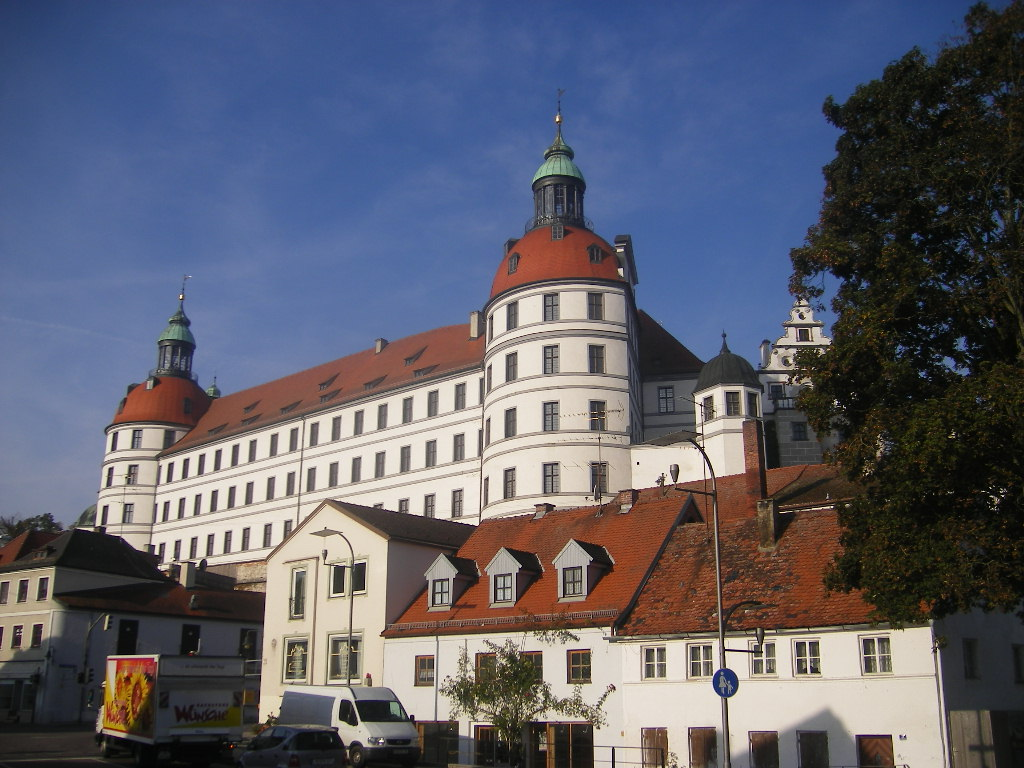
ノイブルク宮殿
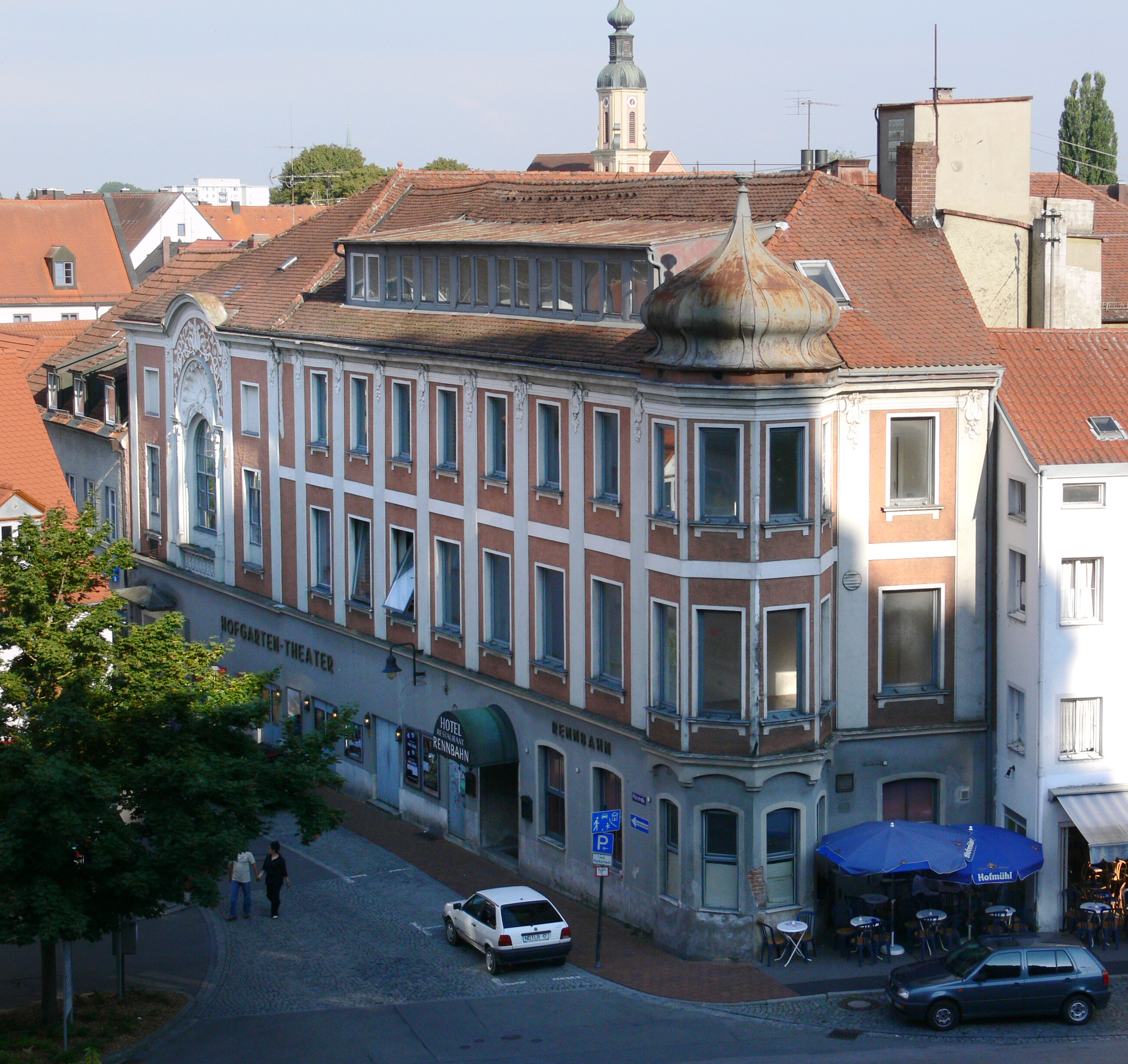
ホーフガルテン劇場

## 出身者
- ベルント・アイヒンガー - 脚本家、映画監督

## 引用
1. ↑  https://www.statistikdaten.bayern.de/genesis/online?operation=result&code=12411-003r&leerzeilen=false&language=de Genesis-Online-Datenbank des Bayerischen Landesamtes für Statistik Tabelle 12411-003r Fortschreibung des Bevölkerungsstandes: Gemeinden, Stichtag (Einwohnerzahlen auf Grundlage des Zensus 2011)